# Bryaspis humularioides
Bryaspis humularioides là một loài thực vật có hoa trong họ Đậu. Loài này được Gledhill miêu tả khoa học đầu tiên.